# Rocquigny (Pas-de-Calais)
Rocquigny is een gemeente in het Franse departement Pas-de-Calais (regio Hauts-de-France) en telt 281 inwoners (1999). De plaats maakt deel uit van het arrondissement Arras.

## Geografie
De oppervlakte van Rocquigny bedraagt 3,8 km², de bevolkingsdichtheid is 73,9 inwoners per km².
De onderstaande kaart toont de ligging van Rocquigny (Pas-de-Calais) met de belangrijkste infrastructuur en aangrenzende gemeenten.

## Demografie
Onderstaande figuur toont het verloop van het inwonertal (bron: INSEE-tellingen).